# Éliminatoires de la Coupe du monde de football 2010, zone Europe, groupe 1
Cet article donne les résultats des matches du groupe 1 de la zone Europe du tour préliminaire de la coupe du monde de football 2010.

## Classement
| Rang | Équipe   | Pts | J  | G | N | P | Bp | Bc | Diff |  | Résultats (▼ dom., ► ext.) |     |     |     |     |     |     |
| ---- | -------- | --- | -- | - | - | - | -- | -- | ---- |  | -------------------------- | --- | --- | --- | --- | --- | --- |
| 1    | Danemark | 21  | 10 | 6 | 3 | 1 | 16 | 5  | +11  |  | Danemark                   |     | 1-1 | 1-0 | 0-1 | 3-0 | 3-0 |
| 2    | Portugal | 19  | 10 | 5 | 4 | 1 | 17 | 5  | +12  |  | Portugal                   | 2-3 |     | 0-0 | 3-0 | 0-0 | 4-0 |
| 3    | Suède    | 18  | 10 | 5 | 3 | 2 | 13 | 5  | +8   |  | Suède                      | 0-1 | 0-0 |     | 2-1 | 4-1 | 4-0 |
| 4    | Hongrie  | 16  | 10 | 5 | 1 | 4 | 10 | 8  | +2   |  | Hongrie                    | 0-0 | 0-1 | 1-2 |     | 2-0 | 3-0 |
| 5    | Albanie  | 7   | 10 | 1 | 4 | 5 | 6  | 13 | -7   |  | Albanie                    | 1-1 | 1-2 | 0-0 | 0-1 |     | 3-0 |
| 6    | Malte    | 1   | 10 | 0 | 1 | 9 | 0  | 26 | -26  |  | Malte                      | 0-3 | 0-4 | 0-1 | 0-1 | 0-0 |     |

- Le Danemark est qualifié.
- Le Portugal est barragiste.

## Résultats et calendrier
Le calendrier des matchs a été décidé le 6 janvier 2008 lors d'une réunion à Copenhague.
| 6 septembre 2008 | Albanie | 0 – 0 | Suède | Qemal Stafa, Tirana                                       |                                                           |
| 18:45 UTC+2      |         |       |       | Spectateurs : 13 522 Arbitrage : Alberto Undiano Mallenco | Spectateurs : 13 522 Arbitrage : Alberto Undiano Mallenco |
| 18:45 UTC+2      | Rapport |       |       | Spectateurs : 13 522 Arbitrage : Alberto Undiano Mallenco | Spectateurs : 13 522 Arbitrage : Alberto Undiano Mallenco |

| 6 septembre 2008 | Hongrie | 0 – 0 | Danemark | Stade Ferenc Puskás, Budapest                |                                              |
| 19:45 UTC+2      |         |       |          | Spectateurs : 18 984 Arbitrage : Alain Hamer | Spectateurs : 18 984 Arbitrage : Alain Hamer |
| 19:45 UTC+2      | Rapport |       |          | Spectateurs : 18 984 Arbitrage : Alain Hamer | Spectateurs : 18 984 Arbitrage : Alain Hamer |

| 6 septembre 2008 | Malte   | 0 – 4 | Portugal                                            | Ta' Qali Stadium, Ta' Qali                  |                                             |
| 20:00 UTC+2      |         |       | Said 26e (csc) · Almeida 61e · Simão 72e · Nani 78e | Spectateurs : 11 000 Arbitrage : Kevin Blom | Spectateurs : 11 000 Arbitrage : Kevin Blom |
| 20:00 UTC+2      | Rapport |       |                                                     | Spectateurs : 11 000 Arbitrage : Kevin Blom | Spectateurs : 11 000 Arbitrage : Kevin Blom |

| 10 septembre 2008 | Suède                      | 2 – 1 | Hongrie      | Råsunda, Solna                                 |                                                |
| 20:15 UTC+2       | Källström 55e · Holmén 64e |       | Rudolf 90+3e | Spectateurs : 28 177 Arbitrage : Florian Meyer | Spectateurs : 28 177 Arbitrage : Florian Meyer |
| 20:15 UTC+2       | Rapport                    |       |              | Spectateurs : 28 177 Arbitrage : Florian Meyer | Spectateurs : 28 177 Arbitrage : Florian Meyer |

| 10 septembre 2008 | Albanie                               | 3 – 0 | Malte | Qemal Stafa, Tirana                                   |                                                       |
| 20:45 UTC+2       | Bogdani 45+1e · Duro 84e · Dallku 90e |       |       | Spectateurs : 7 400 Arbitrage : Robert Schoergenhofer | Spectateurs : 7 400 Arbitrage : Robert Schoergenhofer |
| 20:45 UTC+2       | Rapport                               |       |       | Spectateurs : 7 400 Arbitrage : Robert Schoergenhofer | Spectateurs : 7 400 Arbitrage : Robert Schoergenhofer |

| 10 septembre 2008 | Portugal                   | 2 – 3 | Danemark                                     | Stade José Alvalade, Lisbonne                |                                              |
| 20:45 UTC+1       | Nani 42e · Deco 86e (pen.) |       | Bendtner 84e · C. Poulsen 90e · Jensen 90+2e | Spectateurs : 33 000 Arbitrage : Howard Webb | Spectateurs : 33 000 Arbitrage : Howard Webb |
| 20:45 UTC+1       | Rapport                    |       |                                              | Spectateurs : 33 000 Arbitrage : Howard Webb | Spectateurs : 33 000 Arbitrage : Howard Webb |

| 11 octobre 2008 | Hongrie                    | 2 – 0 | Albanie | Stade Ferenc Puskás, Budapest                      |                                                    |
| 19:45 UTC+2     | Torghelle 48e · Juhász 82e |       |         | Spectateurs : 18 000 Arbitrage : Claudio Circhetta | Spectateurs : 18 000 Arbitrage : Claudio Circhetta |
| 19:45 UTC+2     | Rapport                    |       |         | Spectateurs : 18 000 Arbitrage : Claudio Circhetta | Spectateurs : 18 000 Arbitrage : Claudio Circhetta |

| 11 octobre 2008 | Danemark                          | 3 – 0 | Malte | Parken Stadium, Copenhague                         |                                                    |
| 20:00 UTC+2     | Larsen 10e 47e · Agger 29e (pen.) |       |       | Spectateurs : 33 124 Arbitrage : Levan Paniashvili | Spectateurs : 33 124 Arbitrage : Levan Paniashvili |
| 20:00 UTC+2     | Rapport                           |       |       | Spectateurs : 33 124 Arbitrage : Levan Paniashvili | Spectateurs : 33 124 Arbitrage : Levan Paniashvili |

| 11 octobre 2008 | Suède   | 0 – 0 | Portugal | Råsunda, Solna                                   |                                                  |
| 20:00 UTC+2     |         |       |          | Spectateurs : 33 241 Arbitrage : Roberto Rosetti | Spectateurs : 33 241 Arbitrage : Roberto Rosetti |
| 20:00 UTC+2     | Rapport |       |          | Spectateurs : 33 241 Arbitrage : Roberto Rosetti | Spectateurs : 33 241 Arbitrage : Roberto Rosetti |

| 15 octobre 2008 | Malte   | 0 – 1 | Hongrie       | Ta' Qali Stadium, Ta' Qali                           |                                                      |
| 19:30 UTC+2     |         |       | Torghelle 23e | Spectateurs : 4 797 Arbitrage : Johannes Valgeirsson | Spectateurs : 4 797 Arbitrage : Johannes Valgeirsson |
| 19:30 UTC+2     | Rapport |       |               | Spectateurs : 4 797 Arbitrage : Johannes Valgeirsson | Spectateurs : 4 797 Arbitrage : Johannes Valgeirsson |

| 15 octobre 2008 | Portugal | 0 – 0 | Albanie | Stade municipal de Braga, Braga               |                                               |
| 20:45 UTC+1     |          |       |         | Spectateurs : 29 500 Arbitrage : Knut Kircher | Spectateurs : 29 500 Arbitrage : Knut Kircher |
| 20:45 UTC+1     | Rapport  |       |         | Spectateurs : 29 500 Arbitrage : Knut Kircher | Spectateurs : 29 500 Arbitrage : Knut Kircher |

| 11 février 2009 | Malte   | 0 – 0 | Albanie | Ta' Qali Stadium, Ta' Qali                        |                                                   |
| 19:30 UTC+1     |         |       |         | Spectateurs : 2 041 Arbitrage : Alexandru Deaconu | Spectateurs : 2 041 Arbitrage : Alexandru Deaconu |
| 19:30 UTC+1     | Rapport |       |         | Spectateurs : 2 041 Arbitrage : Alexandru Deaconu | Spectateurs : 2 041 Arbitrage : Alexandru Deaconu |

| 28 mars 2009 | Malte   | 0 – 3 | Danemark                         | Ta' Qali Stadium, Ta' Qali                      |                                                 |
| 20:00 UTC+1  |         |       | Larsen 12e, 23e · Nordstrand 89e | Spectateurs : 6 325 Arbitrage : Tomasz Mikulski | Spectateurs : 6 325 Arbitrage : Tomasz Mikulski |
| 20:00 UTC+1  | Rapport |       |                                  | Spectateurs : 6 325 Arbitrage : Tomasz Mikulski | Spectateurs : 6 325 Arbitrage : Tomasz Mikulski |

| 28 mars 2009 | Albanie | 0 – 1 | Hongrie       | Qemal Stafa, Tirana                            |                                                |
| 20:30 UTC+1  |         |       | Torghelle 38e | Spectateurs : 12 000 Arbitrage : Bjorn Kuipers | Spectateurs : 12 000 Arbitrage : Bjorn Kuipers |
| 20:30 UTC+1  | Rapport |       |               | Spectateurs : 12 000 Arbitrage : Bjorn Kuipers | Spectateurs : 12 000 Arbitrage : Bjorn Kuipers |

| 28 mars 2009 | Portugal | 0 – 0 | Suède | Stade du Dragon, Porto                              |                                                     |
| 20:45 UTC+0  |          |       |       | Spectateurs : 40 200 Arbitrage : Frank De Bleeckere | Spectateurs : 40 200 Arbitrage : Frank De Bleeckere |
| 20:45 UTC+0  | Rapport  |       |       | Spectateurs : 40 200 Arbitrage : Frank De Bleeckere | Spectateurs : 40 200 Arbitrage : Frank De Bleeckere |

| 1er avril 2009 | Hongrie                             | 3 – 0 | Malte | Stade Ferenc Puskás, Budapest                      |                                                    |
| 19:00 UTC+2    | Hajnal 7e · Gera 81e · Juhász 90+3e |       |       | Spectateurs : 34 400 Arbitrage : Stanislav Sukhina | Spectateurs : 34 400 Arbitrage : Stanislav Sukhina |
| 19:00 UTC+2    | Rapport                             |       |       | Spectateurs : 34 400 Arbitrage : Stanislav Sukhina | Spectateurs : 34 400 Arbitrage : Stanislav Sukhina |

| 1er avril 2009 | Danemark                                    | 3 – 0 | Albanie | Parken Stadium, Copenhague                     |                                                |
| 20:15 UTC+2    | Andreasen 31e · Larsen 37e · C. Poulsen 80e |       |         | Spectateurs : 24 320 Arbitrage : Damir Skomina | Spectateurs : 24 320 Arbitrage : Damir Skomina |
| 20:15 UTC+2    | Rapport                                     |       |         | Spectateurs : 24 320 Arbitrage : Damir Skomina | Spectateurs : 24 320 Arbitrage : Damir Skomina |

| 6 juin 2009 | Suède   | 0 – 1 | Danemark       | Råsunda, Solna                              |                                             |
| 20:00 UTC+2 |         |       | Kahlenberg 22e | Spectateurs : 33 619 Arbitrage : Mike Riley | Spectateurs : 33 619 Arbitrage : Mike Riley |
| 20:00 UTC+2 | Rapport |       |                | Spectateurs : 33 619 Arbitrage : Mike Riley | Spectateurs : 33 619 Arbitrage : Mike Riley |

| 6 juin 2009 | Albanie     | 1 – 2 | Portugal                             | Qemal Stafa, Tirana                            |                                                |
| 20:45 UTC+2 | Bogdani 29e |       | Hugo Almeida 27e · Bruno Alves 90+3e | Spectateurs : 13 320 Arbitrage : Florian Meyer | Spectateurs : 13 320 Arbitrage : Florian Meyer |
| 20:45 UTC+2 | Rapport     |       |                                      | Spectateurs : 13 320 Arbitrage : Florian Meyer | Spectateurs : 13 320 Arbitrage : Florian Meyer |

| 10 juin 2009 | Suède                                                        | 4 – 0 | Malte | Nya Ullevi Stadion, Göteborg                  |                                               |
| 19:00 UTC+2  | Kallström 22e · Majstorovic 52e · Ibrahimović 56e · Berg 58e |       |       | Spectateurs : 25 271 Arbitrage : Calum Murray | Spectateurs : 25 271 Arbitrage : Calum Murray |
| 19:00 UTC+2  | Rapport                                                      |       |       | Spectateurs : 25 271 Arbitrage : Calum Murray | Spectateurs : 25 271 Arbitrage : Calum Murray |

| 5 septembre 2009 | Hongrie           | 1 – 2 | Suède                           | Stade Ferenc Puskás, Budapest                   |                                                 |
| 20:00 UTC+2      | Huszti 79e (pen.) |       | Mellberg 8e · Ibrahimović 90+4e | Spectateurs : 40 000 Arbitrage : Nicola Rizzoli | Spectateurs : 40 000 Arbitrage : Nicola Rizzoli |
| 20:00 UTC+2      | Rapport           |       |                                 | Spectateurs : 40 000 Arbitrage : Nicola Rizzoli | Spectateurs : 40 000 Arbitrage : Nicola Rizzoli |

| 5 septembre 2009 | Danemark     | 1 – 1 | Portugal    | Parken Stadium, Copenhague                       |                                                  |
| 20:00 UTC+2      | Bendtner 42e |       | Liedson 86e | Spectateurs : 38 010 Arbitrage : Massimo Busacca | Spectateurs : 38 010 Arbitrage : Massimo Busacca |
| 20:00 UTC+2      | Rapport      |       |             | Spectateurs : 38 010 Arbitrage : Massimo Busacca | Spectateurs : 38 010 Arbitrage : Massimo Busacca |

| 9 septembre 2009 | Malte   | 0 – 1 | Suède               | Ta' Qali Stadium, Ta' Qali                     |                                                |
| 18:30 UTC+2      |         |       | Azzopardi 82e (csc) | Spectateurs : 4 705 Arbitrage : Adrian McCourt | Spectateurs : 4 705 Arbitrage : Adrian McCourt |
| 18:30 UTC+2      | Rapport |       |                     | Spectateurs : 4 705 Arbitrage : Adrian McCourt | Spectateurs : 4 705 Arbitrage : Adrian McCourt |

| 9 septembre 2009 | Albanie     | 1 – 1 | Danemark     | Qemal Stafa, Tirana                          |                                              |
| 20:30 UTC+2      | Bogdani 51e |       | Bendtner 40e | Spectateurs : 8 000 Arbitrage : Cuneyt Cakir | Spectateurs : 8 000 Arbitrage : Cuneyt Cakir |
| 20:30 UTC+2      | Rapport     |       |              | Spectateurs : 8 000 Arbitrage : Cuneyt Cakir | Spectateurs : 8 000 Arbitrage : Cuneyt Cakir |

| 9 septembre 2009 | Hongrie | 0 – 1 | Portugal | Stade Ferenc Puskás, Budapest                    |                                                  |
| 20:45 UTC+2      |         |       | Pepe 10e | Spectateurs : 42 000 Arbitrage : Stéphane Lannoy | Spectateurs : 42 000 Arbitrage : Stéphane Lannoy |
| 20:45 UTC+2      | Rapport |       |          | Spectateurs : 42 000 Arbitrage : Stéphane Lannoy | Spectateurs : 42 000 Arbitrage : Stéphane Lannoy |

| 10 octobre 2009 | Danemark       | 1 – 0 | Suède | Parken Stadium, Copenhague                              |                                                         |
| 20:00 UTC+2     | J. Poulsen 79e |       |       | Spectateurs : 37 800 Arbitrage : Manuel Mejuto Gonzalez | Spectateurs : 37 800 Arbitrage : Manuel Mejuto Gonzalez |
| 20:00 UTC+2     | Rapport        |       |       | Spectateurs : 37 800 Arbitrage : Manuel Mejuto Gonzalez | Spectateurs : 37 800 Arbitrage : Manuel Mejuto Gonzalez |

| 10 octobre 2009 | Portugal                    | 3 – 0 | Hongrie | Stade de la Luz, Lisbonne                    |                                              |
| 21:45 UTC+1     | Simão 18e 79e · Liedson 74e |       |         | Spectateurs : 50 115 Arbitrage : Alain Hamer | Spectateurs : 50 115 Arbitrage : Alain Hamer |
| 21:45 UTC+1     | Rapport                     |       |         | Spectateurs : 50 115 Arbitrage : Alain Hamer | Spectateurs : 50 115 Arbitrage : Alain Hamer |

| 14 octobre 2009 | Suède                                     | 4 – 1 | Albanie    | Råsunda Stadium, Solna                          |                                                 |
| 20:45 UTC+2     | Mellberg 6e 42e · Berg 40e · Svensson 86e |       | Salihi 56e | Spectateurs : 25 342 Arbitrage : Nikolai Ivanov | Spectateurs : 25 342 Arbitrage : Nikolai Ivanov |
| 20:45 UTC+2     | Rapport                                   |       |            | Spectateurs : 25 342 Arbitrage : Nikolai Ivanov | Spectateurs : 25 342 Arbitrage : Nikolai Ivanov |

| 14 octobre 2009 | Portugal                                              | 4 – 0 | Malte | Stade D. Afonso Henriques, Guimarães        |                                             |
| 19:45 UTC+1     | Nani 13e · Simão 45e · Miguel Veloso 52e · Edinho 90e |       |       | Spectateurs : 29 350 Arbitrage : Alan Kelly | Spectateurs : 29 350 Arbitrage : Alan Kelly |
| 19:45 UTC+1     | Rapport                                               |       |       | Spectateurs : 29 350 Arbitrage : Alan Kelly | Spectateurs : 29 350 Arbitrage : Alan Kelly |

| 14 octobre 2009 | Danemark | 0 – 1 | Hongrie     | Parken Stadium, Copenhague                     |                                                |
| 20:45 UTC+2     |          |       | Buzsáky 35e | Spectateurs : 36 966 Arbitrage : Florian Meyer | Spectateurs : 36 966 Arbitrage : Florian Meyer |
| 20:45 UTC+2     | Rapport  |       |             | Spectateurs : 36 966 Arbitrage : Florian Meyer | Spectateurs : 36 966 Arbitrage : Florian Meyer |

## Buteurs
| Pos | Joueur             | Pays     | Buts |
| --- | ------------------ | -------- | ---- |
| 1   | Søren Larsen       | Danemark | 5    |
| 2   | Simão              | Portugal | 4    |
| 3   | Erijon Bogdani     | Albanie  | 3    |
| 3   | Nicklas Bendtner   | Danemark | 3    |
| 3   | Sándor Torghelle   | Hongrie  | 3    |
| 3   | Nani               | Portugal | 3    |
| 3   | Olof Mellberg      | Suède    | 3    |
| 8   | Christian Poulsen  | Danemark | 2    |
| 8   | Roland Juhasz      | Hongrie  | 2    |
| 8   | Hugo Almeida       | Portugal | 2    |
| 8   | Liedson            | Portugal | 2    |
| 8   | Marcus Berg        | Suède    | 2    |
| 8   | Zlatan Ibrahimović | Suède    | 2    |
| 8   | Kim Källström      | Suède    | 2    |
| 15  | Armend Dallku      | Albanie  | 1    |
| 15  | Klodian Duro       | Albanie  | 1    |
| 15  | Hamdi Salihi       | Albanie  | 1    |
| 15  | Daniel Agger       | Danemark | 1    |
| 15  | Leon Andreasen     | Danemark | 1    |
| 15  | Daniel Jensen      | Danemark | 1    |
| 15  | Thomas Kahlenberg  | Danemark | 1    |
| 15  | Morten Nordstrand  | Danemark | 1    |
| 15  | Jakob Poulsen      | Danemark | 1    |
| 15  | Ákos Buzsáky       | Hongrie  | 1    |
| 15  | Zoltan Gera        | Hongrie  | 1    |
| 15  | Tamas Hajnal       | Hongrie  | 1    |
| 15  | Szabolcs Huszti    | Hongrie  | 1    |
| 15  | Gergely Rudolf     | Hongrie  | 1    |
| 15  | Bruno Alves        | Portugal | 1    |
| 15  | Deco               | Portugal | 1    |
| 15  | Edinho             | Portugal | 1    |
| 15  | Miguel Veloso      | Portugal | 1    |
| 15  | Pepe               | Portugal | 1    |
| 15  | Samuel Holmén      | Suède    | 1    |
| 15  | Daniel Majstorović | Suède    | 1    |
| 15  | Anders Svensson    | Suède    | 1    |

| Joueur        | Pays                  | Buts csc |
| ------------- | --------------------- | -------- |
| Brian Said    | Malte (pour Portugal) | 1        |
| Ian Azzopardi | Malte (pour Suède)    | 1        |